# 丰华街道 (盐城市)
丰华街道是中华人民共和国江苏省盐城市大丰区下辖的一个街道办事处。

## 行政区划
丰华街道下辖以下村级行政区划单位：
高新社区、新东苑社区、裕华社区、海棠社区、香榭丽社区、阜南村、阜丰村、丰裕村、万丰村、朝荣村、海防村、天祥村、海丰村。